# Мисс Земля 2023
Мисс Земля 2023 (англ. Miss Earth 2023) — 23-й международный конкурс красоты Мисс Земля. Мероприятие состоялось 22 декабря 2023 года в городе Хошимин, Вьетнам. Победительницей конкурса стала представительница Албании — Дрита Зири. Это первая победа страны в данном конкурсе красоты.
Конкурсантки из восьмидесятипяти стран и территорий приняли участие в мероприятии. Ведущими вечера стали Джеймс Дикин в семнадцатый раз и Хюинь Тхи Тхю Дунг.
НА сцене выступили барбадоская певица Шонтель, вьетнамский певец Jaykii, MONO и Sara Luu.

## Закулисье

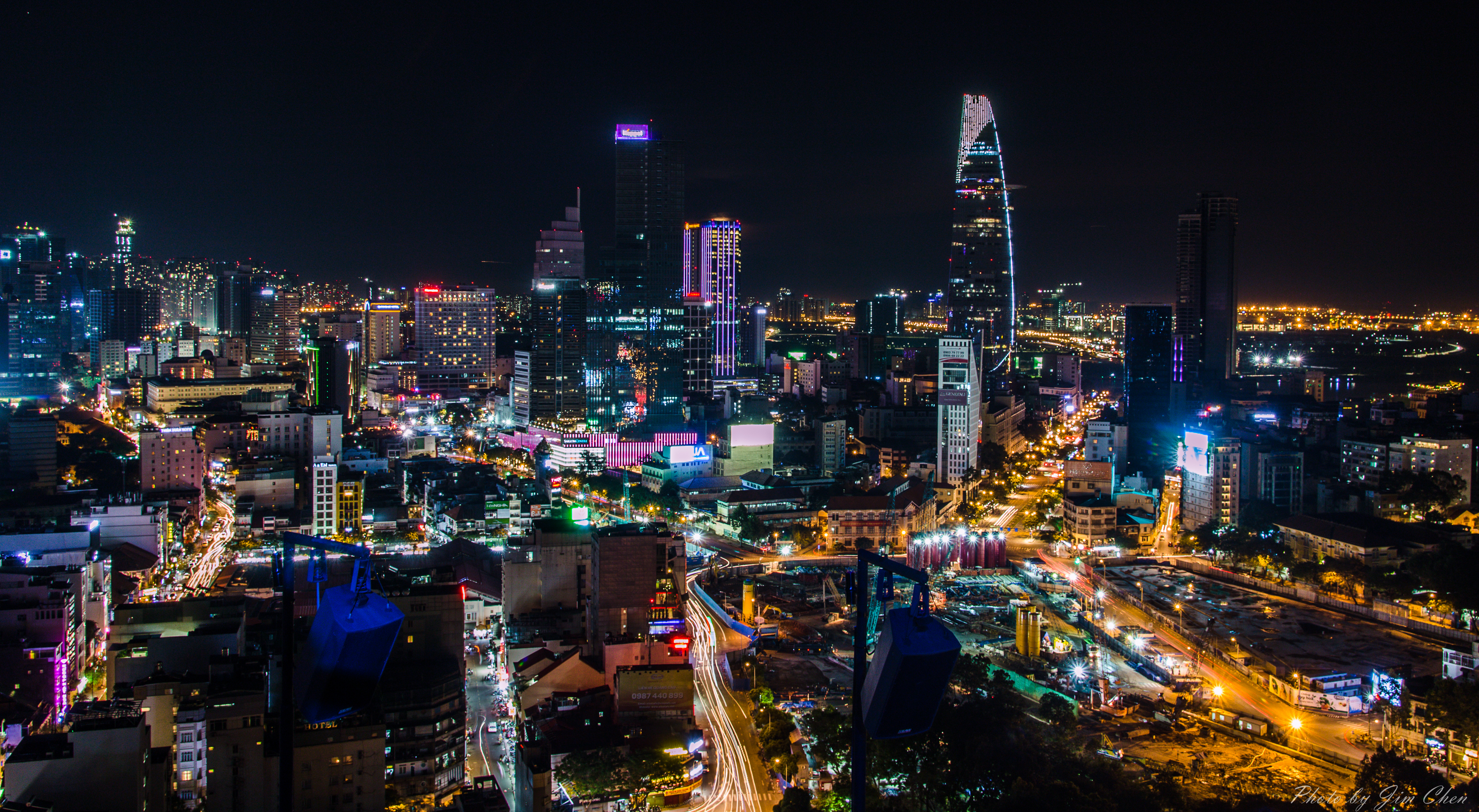
Город Хошимин, где был проведён конкурс красоты

### Локация и дата
18 июля 2022 года в городе Хошимин, сооснователь «Miss Earth Organization» Лоррейн Шук анонсировала, что конкурс красоты будет проведён во Вьетнаме во второй раз. Первый раз проводился в 2010 году. Местом проведения будет театр на 8000 посадочных мест в городе Нячанг, провинция Кханьхоа. 21 июля 2023 года «Miss Earth Organization» сообщила, что конкурс будет проведён 16 декабря 2023 года.
Однако, 11 сентября 2023 года «Miss Earth Organization» снова сообщили, что конкурс пройдёт 22 декабря, вместо 16 числа того же месяца и будет проведён в Saigon Exhibition and Convention Center, столице Вьетнама.
16 октября 2023 года «Miss Earth Organization» сообщила, что мероприятия связанные с конкурсом будут проводиться с 1 по 22 декабря 2023 года. Приветственным событием конкурса станет конкурс национальных костюмов, который пройдёт 2 декабря на пешеходной улице Нгуен Хюэ. Презентация лучшего эко-проекта пройдёт 4 декабря в конференц-центре «Gem», конкурс «Мисс Земля 2023 X Fashion Voyage», представляющий собой конкурс вечерних платьев и купальников, пройдёт 9 декабря в городе Ван Фук, а 14 декабря состоится экотуризм и фэшн-съёмка «Fashionature». Конкурс талантов проводился 16 декабря в «Saigon Opera House».

### Отбор участниц
Для участия в конкурсе были отобраны конкурсантки из восьмидесяти семи стран и территорий. Четыре участницы были выбраны к участию после того, как заняли второе место в местно национальном конкурсе.

#### Замены
Тина Круланович была заменена Владьяной Ховетич по причине отказа титула по личным причинам. Анджела Ваневски, «Miss Balkana 2023» была выбрана представлять Сербию, поскольку Елена Петрович, первоначальный участник, отказалась от этого звания по личным причинам. Белинде Шрейдер, Первая Вице-мисс «Мисс Земля Южная Африка 2023» была выбрана после того, как Забело Хлабиса превысила возрастной ценз. Кассандра Питерс, Первая Вице-мисс «Мисс Земля Либерия» была выбрана для участия после того, как Салафана Джеральдин Скотт отказалась от титула по личным причинам.

#### Дебют, возвращения и отказавшиеся страны
В этом конкурсе красоты дебютируют Эсватини, Лесото и Мозамбик и вернутся Бангладеш, Венгрия, Гватемала, Германия, Гондурас, Дания, Казахстан, Камбоджа, Кения, Либерия, Ливан, Мадагаскар, Молдова, Мьянма, Северные Марианские острова, Парагвай, Тонга, Тринидад и Тобаго, Украина, Уругвай, Фиджи, Финляндия, Ямайка и Американские Виргинские острова. Участница из Мадагасркара в последний раз принимала участие в 2014 году, участница из Тринидад и Тобаго в последний раз принимала участие в 2018 году. Участницы из Фиджи, Венгрии, Казахстана и Тонга в последний раз принимали участие в 2019 году. Финляндия, Гондурас, Молдова и Американских Виргинских островов в последний принимали участие в 2020 году. В то время как остальные в последний раз соревновались в 2021 году.
Зой Мюллер из Австрии, Сера Волавола из Фиджи, Айпери Кенешбекова из Кыргызстана и Кумба Санде из Сенегала отказались от участия по нераскрытым причинам. Николь Кастиллеро из Панамы отказалась из-за проблем с визой. Бурунди, Кабо-Верде Демократическая республика Конго, Эстония, Гонгонг, Иран, Мальта, Северная Македония, Шотландия, Словакия и Уганда отказались от участия после того, как их соответствующие организации не смогли выбрать участниц или провести национальный конкурс.

## Результаты

### Итоговые места
| Место                    | Участница |
| ------------------------ | --- |
| Мисс Земля 2023          | - Албания — Дрита Зири |
| Мисс Земля — Воздух 2023 | - Филиппины — Иллана Адуана |
| Мисс Земля — Вода 2023   | - Вьетнам — До Тхи Лан Ань |
| Мисс Земля — Огонь 2023  | - Таиланд — Кора Блио |
| Top 8 (Runners-up)       | - Бразилия — Моргана Карлос - Казахстан — Дильназ Тилаева - Нидерланды — Ноа Клаус - Россия — Дарья Луконкина |
| Топ-12                   | - Индонезия — Синди Инанто § - Пуэрто-Рико — Виктория Арочо - ЮАР — Белинде Шрейдер - Венесуэла — Йосскарен Карризо                                                                                                   |
| Топ-20                   | - Бельгия — Жольен Педе - Болгария — Виктория Лазарова - Канада — Лайанна Робинсон - Англия — Джордан-Луиза Смит - Индия — Приян Саин - Маврикий — Хатифа Лоу Ком - США — Даниэль Маллинз - Зимбабве — Кортни Джонгве |

§ — По результатам голосования зрителей вышла в Топ-20.

### Специальные награды
| Награда                | Участница                               |
| ---------------------- | --------------------------------------- |
| Выбор зрителей         | - Индонезия — Синди Инанто              |
| Лучшее вечернее платье | - Казахстан — Дильназ Тилаева           |
| Лучший талант          | - Новая Зеландия — Кейтлин Дульси Смайт |
| Лучшая эко-презентация | - Участницы из Европы                   |

## Предконкурсные мероприятия

### Лучший внешний вид
| Результат  | Участница |
| ---------- | --- |
| Победитель | - Вьетнам — До Тхи Лан Ань                                                                                       |
| Топ-5      | - Камбоджа — Пувьесика Тан - Монголия — Мунхчимег Батжаргал - Мьянма — Сунг Хнин Сан - Филиппины — Иллана Адуана |

### Лучшее бикини
| Результат  | Результат      | Участница                                                    |
| ---------- | -------------- | ------------------------------------------------------------ |
| Победитель | Победитель     | - Филиппины — Иллана Адуана                                  |
| Топ-8      | Африка         | - Мадагаскар — Фифалиана Валисоа - Зимбабве — Кортни Джонгве |
| Топ-8      | Америки        | - Парагвай — Грета Матиауда - Венесуэла — Йосскарен Карризо  |
| Топ-8      | Азия и Океания | - Вьетнам — До Тхи Лан Ань                                   |
| Топ-8      | Europe         | - Болгария — Виктория Лазарова - Нидерланды — Ноа Клаус      |

### Лучший национальный костюм
| Результат      | Результат      | Участница                                                                                  |
| -------------- | -------------- | ------------------------------------------------------------------------------------------ |
| Победительница | Победительница | - Вьетнам — До Тхи Лан Ань                                                                 |
| Топ-12         | Африка         | - Мадагаскар — Фифалиана Валисоа - Намибия — Марта Каутаневали - Зимбабве — Кортни Джонгве |
| Топ-12         | Америки        | - Боливия — Ивана Жирар - Парагвай — Грета Матиауда - Венесуэла — Йосскарен Карризо        |
| Топ-12         | Азия и Океания | - Мьянма — Сунг Хнин Сан - Филиппины — Иллана Адуана                                       |
| Топ-12         | Европа         | - Албания — Дрита Зири - Болгария — Виктория Лазарова - Германия — Майки Дамрат            |

### Лучшее вечернее платье
| Результат  | Участница |
| ---------- | --- |
| Победитель | - Казахстан — Дильназ Тилаева                                                                                       |
| Топ-5      | - Бразилия — Моргана Карлос - Республика Корея — Чан Да Ён - Нидерланды — Ноа Клаус - Венесуэла — Йосскарен Карризо |

## Участницы
На 8 ноября 2023 года подтверждены 87 участниц:
| Страна/Территория           | Участница                     | Возраст | Родной город / регион   | Континентальная группа |
| --------------------------- | ----------------------------- | ------- | ----------------------- | ---------------------- |
| Албания                     | Дрита Зири                    | 18      | Фуше-Круя               | Европа                 |
| Аргентина                   | Селена Бублиц                 | 23      | Корриентес              | Америки                |
| Армения                     | Паолин Дарбин-Ахангари        | 23      | Ереван                  | Европа                 |
| Австралия                   | Елена Латукефу                | 21      | Сидней                  | Азия и Океания         |
| Бангладеш                   | Аника Бушра Мария             | 21      | Наогаон                 | Азия и Океания         |
| Беларусь                    | Карина Киселёва               | 26      | Минск                   | Европа                 |
| Бельгия                     | Жольен Педе                   | 26      | Звалм                   | Европа                 |
| Белиз                       | Рейна Чой                     | 21      | Сан-Игнасио             | Америки                |
| Боливия                     | Ивана Жирар                   | 26      | Санта-Крус-де-ла-Сьерра | Америки                |
| Босния и Герцеговина        | Верица Михайлович             | 18      | Фоча                    | Европа                 |
| Бразилия                    | Моргана Карлос                | 28      | Ико                     | Америки                |
| Болгария                    | Виктория Лазарова             | 24      | Пловдив                 | Европа                 |
| Камбоджа                    | Пувьесика Тан                 | 19      | Стынгтраенг             | Азия и Океания         |
| Камерун                     | Атем Ноэлла                   | 25      | Лебьялем                | Африка                 |
| Канада                      | Лайанна Робинсон              | 18      | Виктория                | Америки                |
| Чили                        | Химена Хуала                  | 22      | Сантьяго                | Америки                |
| Китай                       | Мин Ян Ван                    | 26      | Шанхай                  | Азия и Океания         |
| Колумбия                    | Лус Адриана Лопес             | 26      | Богота                  | Америки                |
| Хорватия                    | Мишель Саломе Курсар          | 23      | Пула                    | Европа                 |
| Куба                        | Алейда Хосефа Перес           | 22      | Вилья-Клара             | Америки                |
| Чехия                       | Кристина Павловичова          | 20      | Страконице              | Европа                 |
| Дания                       | Сильвия Топхольм              | 22      | Копенгаген              | Европа                 |
| Доминиканская Республика    | Эллиани Капеллан              | 28      | Самана                  | Америки                |
| Эквадор                     | Наоми Витери                  | 21      | Гуаякиль                | Америки                |
| Англия                      | Джордан-Луиза Смит            | 26      | Эдинбург                | Европа                 |
| Эфиопия                     | Хеврон Бейене                 | 23      | Аддис-Абеба             | Африка                 |
| Франция                     | Энола Годарт                  | 22      | Сен-Лоран-де-Нест       | Европа                 |
| Германия                    | Майки Дамрат                  | 22      | Бёблинген               | Европа                 |
| Гана                        | Присцилла Асанте              | 27      | Аккра                   | Африка                 |
| Греция                      | Кристианна Кациери            | 21      | Пирей                   | Европа                 |
| Гаити                       | Валентчина Дантес             | 23      | Порт-о-Пренс            | Америки                |
| Гондурас                    | Ариана Гомес                  | 18      | Комаягуа                | Америки                |
| Индия                       | Приян Саин                    | 21      | Джайпур                 | Азия и Океания         |
| Индонезия                   | Синди Инанто                  | 27      | Медан                   | Азия и Океания         |
| Ирландия                    | Лейла Доэрти                  | 22      | Баллилиффин             | Европа                 |
| Япония                      | Кирари Осиро                  | 21      | Окинава                 | Азия и Океания         |
| Казахстан                   | Дильназ Тилаева               | 19      | Алма-Ата                | Азия и Океания         |
| Кения                       | Абигаэль Комбо                | 28      | Найроби                 | Африка                 |
| Косово                      | Леонора Лечи                  | 27      | Приштина                | Европа                 |
| Лаос                        | Нуолао Ваменглор              | 18      | Сиангкхуанг             | Азия и Океания         |
| Либерия                     | Кассандра Питерс              | 27      | Монровия                | Африка                 |
| Мадагаскар                  | Валисоа Фифалиана Рацимбазафи | 27      | Антананариву            | Африка                 |
| Малайзия                    | Надира Исаак                  | 22      | Пинанг                  | Азия и Океания         |
| Маврикий                    | Хатифа Лоу Ком                | 25      | Ривьер-дю-Рампар        | Африка                 |
| Мексика                     | Даниэла Ландин                | 28      | Агуаскальентес          | Америки                |
| Монголия                    | Мунхчимег Батжаргал           | 27      | Улан-Батор              | Азия и Океания         |
| Черногория                  | Тина Круланович               | 19      | Никшич                  | Европа                 |
| Мьянма                      | Сунг Хнин Сан                 | 18      | Янгон                   | Азия и Океания         |
| Намибия                     | Марта Каутаневали             | 26      | Охангвена               | Африка                 |
| Непал                       | Райнюша Майгайя               | 27      | Данг                    | Азия и Океания         |
| Нидерланды                  | Ноа Клаус                     | 20      | Энсхеде                 | Европа                 |
| Новая Зеландия              | Кейтлин Дульси Смайт          | 23      | Окленд                  | Азия и Океания         |
| Нигерия                     | Шелли Усман                   | 24      | Имо                     | Африка                 |
| Северные Марианские Острова | Ян Зоуи Крус                  | 22      | Сайпан                  | Азия и Океания         |
| Норвегия                    | Эмилия Свендби                | 20      | Брумунндаль             | Европа                 |
| Пакистан                    | Капотакхи Чанчала             | 26      | Карачи                  | Азия и Океания         |
| Палестина                   | Яра Биши                      | 22      | Рамалла                 | Азия и Океания         |
| Парагвай                    | Грета Матиауда                | 22      | Асунсьон                | Америки                |
| Перу                        | Нэнси Салазар                 | 23      | Пьюра                   | Америки                |
| Филиппины                   | Иллана Адуана                 | 25      | Синилоан                | Азия и Океания         |
| Польша                      | Эва Якубец                    | 28      | Вроцлав                 | Европа                 |
| Португалия                  | Карлота Лобо                  | 18      | Виана-ду-Алентежу       | Европа                 |
| Пуэрто-Рико                 | Виктория Арочо                | 21      | Кагуас                  | Америки                |
| Реюньон                     | Шанель Малуда                 | 19      | Сен-Дени                | Африка                 |
| Румыния                     | Георгиана Каталина Попеску    | 27      | Бухарест                | Европа                 |
| Россия                      | Дарья Луконкина               | 19      | Нижний Новгород         | Европа                 |
| Сербия                      | Анджела Ваневски              | 19      | Белград                 | Европа                 |
| Сьерра-Леоне                | Мэри Джульетта Сиа Канесси    | 28      | Фритаун                 | Африка                 |
| Сингапур                    | Асенат Ло Джиа Эн             | 20      | Сингапур                | Азия и Океания         |
| Словения                    | Моника Чавлович               | 23      | Нова-Горица             | Европа                 |
| ЮАР                         | Белинде Шрейдер               | 27      | Лепхалале               | Африка                 |
| Республика Корея            | Чан Да Ён                     | 21      | Тэгу                    | Азия и Океания         |
| Южный Судан                 | Алек Малак Мерседес           | 22      | Джуба                   | Африка                 |
| Испания                     | Эдурне Фернандес              | 20      | Аликанте                | Европа                 |
| Шри-Ланка                   | Вияна Пиетерш                 | 28      | Коломбо                 | Азия и Океания         |
| Таиланд                     | Кора Блио                     | 19      | Чиангмай                | Азия и Океания         |
| Тринидад и Тобаго           | Шалима Буассель               | 25      | Сент-Джеймс             | Америки                |
| Украина                     | Анастасия Файер               | 21      | Закарпатская область    | Европа                 |
| США                         | Даниэль Маллинз               | 26      | Луисвилл                | Америки                |
| Виргинские Острова (США)    | Мэдисон Рамсингх              | 20      | Тертлдаув-Кей           | Америки                |
| Венесуэла                   | Йосскарен Карризо             | 29      | Баркисимето             | Америки                |
| Вьетнам                     | До Тхи Лан Ань                | 26      | Ханой                   | Азия и Океания         |
| Уэльс                       | Кэрис Хавард                  | 20      | Крикхауэлл              | Европа                 |
| Замбия                      | Кунда Мвамулима               | 27      | Лусака                  | Африка                 |
| Зимбабве                    | Кортни Джонгве                | 21      | Мутаре                  | Африка                 |

### Комментарии
1. ↑  На момент участия в конкурсе

### Сноски
1. ↑  Nguyen, Duyen. Năm 2023, Việt Nam đăng cai tổ chức cuộc thi Miss Earth (неопр.). Harper's Bazaar Việt Nam (19 июля 2022). Дата обращения: 4 августа 2023. Архивировано 30 ноября 2022 года.
2. ↑  Nguyen, Hannah. Vietnam to Host Miss Earth for The Second Time (англ.). Vietnam Times (26 июля 2022). Дата обращения: 4 августа 2023. Архивировано 4 августа 2023 года.
3. ↑  Miss Earth 2023 to be held in Vietnam (англ.). CNN Philippines (19 июля 2022). Дата обращения: 30 марта 2023. Архивировано из оригинала 4 декабря 2022 года.
4. ↑  Miss Earth 2023 to be held in Vietnam (англ.). ABS-CBN News (18 июля 2022). Дата обращения: 30 марта 2023. Архивировано 30 ноября 2022 года.
5. ↑  Vietnam to host Miss Earth 2023 (англ.). VietnamPlus (24 июля 2022). Дата обращения: 4 августа 2023. Архивировано 4 августа 2023 года.
6. ↑  Miss Earth 2023 to be held in Vietnam (вьет.). Vietnam Television (19 июля 2022). Дата обращения: 3 августа 2023. Архивировано 4 августа 2023 года.
7. 1 2  Bracamonte, Earl D. C. Miss Earth 2023 announces final competition date. Philippine Star (3 августа 2023). Дата обращения: 4 августа 2023. Архивировано 4 августа 2023 года.
8. ↑  Miss Earth 2023 to be held in Vietnam in December. ABS-CBN News. 21 июля 2023. Архивировано 21 июля 2023. Дата обращения: 4 августа 2023.
9. ↑  Miss Earth 2023 to be held in Vietnam in December. ABS-CBN News (21 июля 2023). Дата обращения: 12 ноября 2023. Архивировано 21 июля 2023 года.
10. ↑  Abad, Ysa. Miss Earth 2023 set for December in Vietnam (амер. англ.). Rappler (12 сентября 2023). Дата обращения: 12 сентября 2023. Архивировано 15 сентября 2023 года.
11. ↑  Bracamonte, Earl D. C. Miss Earth 2023 final show date moved. Philippine Star (18 сентября 2023). Дата обращения: 6 октября 2023. Архивировано 7 октября 2023 года.
12. ↑  Nguyen, Duyen. Miss Earth trở lại Việt Nam sau 12 năm (неопр.). Harper's Bazaar Việt Nam (16 октября 2023). Дата обращения: 17 октября 2023. Архивировано 18 октября 2023 года.
13. ↑  Cuộc thi Hoa hậu Trái đất trở lại Việt Nam sau 12 năm (вьет.). 2Sao.vn (17 октября 2023). Дата обращения: 17 октября 2023. Архивировано 18 октября 2023 года.
14. 1 2  Adina, Armin P. Miss Earth to stage biggest edition in Vietnam with 114 delegates (англ.). Philippine Daily Inquirer (17 октября 2023). Дата обращения: 18 октября 2023. Архивировано 19 октября 2023 года.
15. ↑  Tina Krulanović is Miss Earth Montenegro 2023 (англ.). Instagram (28 октября 2023). Дата обращения: 11 ноября 2023.
16. ↑  Người đẹp Hàn Quốc đăng quang Hoa hậu Trái đất 2022 (вьет.). VnExpress (29 ноября 2022). Дата обращения: 4 августа 2023. Архивировано 28 июля 2023 года.
17. ↑  Zabelo Hlabisa from uMhlanga in KwaZulu-Natal is Miss Earth South Africa 2023 (англ.). Independent Online (12 сентября 2023). Дата обращения: 12 сентября 2023. Архивировано 12 сентября 2023 года.
18. ↑  Miss Earth Liberia Official 2023 First Runner Up Cassandra Peters is now Liberia's Environmental Representative to Miss Earth Competition in Vietnam 2023 (англ.). Instagram (31 октября 2023). Дата обращения: 11 ноября 2023.
19. ↑  @missearth. Earthlings, let’s welcome Mozambique to the #MissEarth family! [Instagram]. Instagram (15 февраля 2023). Дата обращения: 6 июля 2023.
20. 1 2  Ella es Ariana Gómez, la nueva Miss Earth Honduras 2023 (исп.). El Heraldo (11 августа 2023). Дата обращения: 19 августа 2023. Архивировано 18 августа 2023 года.
21. 1 2  Кто представит Казахстан на "Мисс Вселенная" и на "Мисс Земля" (каз.). Tengrinews.kz (19 ноября 2022). Дата обращения: 29 ноября 2022. Архивировано 29 ноября 2022 года.
22. ↑  Dank, Dieter. Miss Earth Austria erstmals im Burgenland gekrönt (нем.). Burgenländische Volkszeitung (28 августа 2023). Дата обращения: 23 декабря 2023. Архивировано 2 сентября 2023 года.
23. ↑  Elbourne, Alex. Meet Miss Earth FIJI 2023: Sera Volavola (брит. англ.). Legend FM (25 октября 2023). Дата обращения: 23 декабря 2023. Архивировано 27 октября 2023 года.
24. ↑  Kırgız Güzeli yarışmasını üç güzel kazandı (тур.). Kabar (4 октября 2023). Дата обращения: 23 декабря 2023. Архивировано 18 октября 2023 года.
25. ↑  ¡La novia de José Peláez! Nicole Castillero representará a Panamá en Miss Earth 2023 (исп.). Día a Día (4 августа 2023). Дата обращения: 19 октября 2023. Архивировано 26 августа 2023 года.
26. ↑  Organización encargada de Miss Earth Panamá responde a denuncia de Nicole Castillero (исп.). Día a Día (21 декабря 2023). Дата обращения: 23 декабря 2023. Архивировано 23 декабря 2023 года.
27. ↑  Bolledo, Jairo; Reyes, Juno. Albania's Drita Ziri is Miss Earth 2023 (амер. англ.). Rappler (22 декабря 2023). Дата обращения: 23 декабря 2023. Архивировано 23 декабря 2023 года.
28. 1 2 3 4 5 6 7  PH bet Yllana Aduana is Miss Earth Air 2023. ABS-CBN News. Дата обращения: 22 декабря 2023. Архивировано 22 декабря 2023 года.
29. 1 2 3 4  PH bet Yllana Aduana joins Miss Earth 2023 Top 8 (англ.). ABS-CBN News (22 декабря 2023). Дата обращения: 22 декабря 2023. Архивировано 22 декабря 2023 года.
30. 1 2 3 4  PH bet Yllana Marie Aduana advances to Miss Earth 2023 ‘s Top 12 (англ.). GMA News Online (22 декабря 2023). Дата обращения: 22 декабря 2023. Архивировано 23 декабря 2023 года.
31. 1 2 3 4 5 6 7 8  PH bet Yllana Aduana enters Miss Earth 2023 Top 20. ABS-CBN News. Дата обращения: 22 декабря 2023. Архивировано 22 декабря 2023 года.
32. ↑  Do Thi Lan Anh wins Best Appearance award at Miss Earth 2023. vov.vn (14 декабря 2023). Дата обращения: 23 декабря 2023. Архивировано 14 декабря 2023 года.
33. 1 2 3 4  PH bet Yllana Aduana among Miss Earth 2023 Best Appearance Top 5. ABS-CBN News (9 декабря 2023). Дата обращения: 14 декабря 2023. Архивировано 14 декабря 2023 года.
34. ↑  Philippine bet Yllana Marie Aduana is Best Bikini winner in Miss Earth 2023 (англ.). GMA News Online (19 декабря 2023). Дата обращения: 22 декабря 2023. Архивировано 20 декабря 2023 года.
35. 1 2 3 4 5 6 7  PH’s Yllana Aduana wins Best Bikini in Miss Earth 2023 (амер. англ.). Rappler (20 декабря 2023). Дата обращения: 22 декабря 2023. Архивировано 22 декабря 2023 года.
36. 1 2 3 4 5 6  Philippines' Yllana Marie Aduana among top bets for Best National Costume in Miss Earth 2023 (англ.). GMA News Online (21 декабря 2023). Дата обращения: 22 декабря 2023. Архивировано 22 декабря 2023 года.
37. 1 2 3 4 5 6  Acebuche, Yoniel. PH's Yllana Aduana among top delegates for Best National Costume in Miss Earth 2023. Philstar Life (21 декабря 2023). Дата обращения: 22 декабря 2023. Архивировано 22 декабря 2023 года.
38. 1 2 3 4 5 6 7 8 9 10 11 12 13 14 15 16 17 18  Miss Earth 2023 Delegates. Miss Earth. Дата обращения: 20 августа 2023. Архивировано 19 октября 2021 года.
39. ↑  Drita Ziri shpallet "Miss Shqipëria 2022" (алб.). Telegrafi (4 июля 2022). Дата обращения: 26 сентября 2023. Архивировано 3 октября 2023 года.
40. ↑  9 Potret Selene Bublitz, Miss Earth Argentina 2023 yang Penuh Pesona (индон.). IDN Times (1 июля 2023). Дата обращения: 7 июля 2023. Архивировано 3 июля 2023 года.
41. ↑  Elegance and Environmental Awareness Collide at Miss Earth Australia 2023 (англ.). sassyandcomag.com (10 сентября 2023). Дата обращения: 12 сентября 2023. Архивировано 15 сентября 2023 года.
42. ↑  Oost-Vlaamse Barbara Roymans gekroond tot Miss Exclusive 2023 (нидерл.). Het Laatste Nieuws. Дата обращения: 3 мая 2023.
43. ↑  Palacio, Horace. Reyna Choj crowned Miss Earth Belize 2023 (амер. англ.). Breaking Belize News (28 сентября 2023). Дата обращения: 6 октября 2023. Архивировано 6 октября 2023 года.
44. ↑  Estefany Rivero es la nueva Miss Bolivia Universo (исп.). El País (1 июля 2023). Дата обращения: 26 сентября 2023. Архивировано 3 октября 2023 года.
45. ↑  Verica Mihajlović iz Foče izabrana za "Miss Earth BiH" (босн.). avaz.ba (5 апреля 2023). Дата обращения: 15 апреля 2023. Архивировано 2 мая 2023 года.
46. ↑  Miss Bra hisil Terra 2023: quem é a modelo cearense que conquistou a coroa (порт.). uol.com.br (2 мая 2023). Дата обращения: 3 мая 2023. Архивировано 2 мая 2023 года.
47. ↑  Mayer, Brendan. Victoria woman crowned Miss Earth Canada 2023 - Summerland Review (амер. англ.). Summerland Review (20 ноября 2022). Дата обращения: 30 ноября 2022. Архивировано 9 февраля 2023 года.
48. ↑  Galdames, Constanza. Exchica 'Rojo' se coronó como Miss Earth Chile y representará al país en Vietnam: "Prometo hacer lo mejor que pueda" (неопр.). Meganoticias (13 октября 2023). Дата обращения: 16 октября 2023. Архивировано 17 октября 2023 года.
49. ↑  Con éxito se cumplió en el Quindío el Reinado Miss Earth Colombia (исп.). elquindiano.com (3 мая 2023). Дата обращения: 3 июля 2023. Архивировано 7 июля 2023 года.
50. ↑  FOTO / Puljanka Michelle Salome Kursar ide na izbor za Miss Earth (хорв.). glasistre.hr (6 апреля 2023). Дата обращения: 22 апреля 2023. Архивировано 22 апреля 2023 года.
51. ↑  Herlina, Ratna. 7 Potret Aleida Josefa Perez Miss Earth Kuba 2023, Bikin Terpikat! (индон.). IDN Times (20 октября 2023). Дата обращения: 1 ноября 2023. Архивировано 1 ноября 2023 года.
52. ↑  Česko má novou královnu krásy. Je jí studentka Vanesa Švédová (чеш.). iDNES.cz (12 декабря 2022). Дата обращения: 16 декабря 2022. Архивировано 17 марта 2023 года.
53. ↑  Herlina, Ratna. 7 Potret Silvia Topholm Miss Earth Denmark 2023, Gorgeous Abis! (индон.). IDN Times (18 сентября 2023). Дата обращения: 26 сентября 2023. Архивировано 26 сентября 2023 года.
54. ↑  Barrow woman, 25, crowned Miss Earth England 2023 (англ.). The Mail (15 октября 2023). Дата обращения: 16 октября 2023. Архивировано 27 октября 2023 года.
55. ↑  Meet Enola Godart, #MissEarth France 2023. Passionate about both International Affairs and Finance, she's currently pursuing a dual degree at Sciences Po and Toulouse Business School. With fluency in three languages, this French ambassador aspires to be the driving force for meaningful environmental change. (англ.). facebook (6 октября 2023). Дата обращения: 6 октября 2023.
56. ↑  GS Hellas: Οι ομορφότερες γυναίκες - οι όμορφότεροι άνδρες (греч.). CityPortal (4 октября 2022). Дата обращения: 8 октября 2022. Архивировано 1 декабря 2022 года.
57. ↑  प्रियन सैन ने जीता मिस अर्थ इंडिया का खिताब:ताज पहनते वक्त निकले आंसू, मिस अर्थ में वियतनाम में करेंगी इंडिया को रिप्रजेंट. Bhaskar. 26 августа 2023. Архивировано 3 сентября 2023. Дата обращения: 12 ноября 2023.
58. ↑  Bureau, ABP News. Rajasthan's Priyan Sain Crowned Miss Earth India 2023 (англ.). news.abplive.com (28 августа 2023). Дата обращения: 30 августа 2023. Архивировано 30 августа 2023 года.
59. ↑  Inilah 3 Pemenang Ajang Kecantikan Putri Nusantara 2023, Congrats! (индон.). IDN Times (28 июля 2023). Дата обращения: 12 ноября 2023. Архивировано 28 июля 2023 года.
60. ↑  Ballyliffin's Layla Doherty 'thrilled' to be crowned new Miss Earth Ireland 2023. Derry Journal (29 мая 2023). Дата обращения: 12 ноября 2023. Архивировано 2 июня 2023 года.
61. ↑  「2023ミス・アース・ジャパン」が決定 沖縄出身の20歳大学生・大城きらりさん (яп.). Yahoo! Japan (3 августа 2023). Дата обращения: 19 августа 2023. Архивировано из оригинала 18 августа 2023 года.
62. ↑  Model Abigael Kombo Crowned Miss Earth Kenya at Lavish Event, to Represent Country in Vietnam (англ.). tuko.co.ke (28 августа 2023). Дата обращения: 30 августа 2023. Архивировано 5 сентября 2023 года.
63. ↑  Miss Earth Liberia Crown Queen Vows to Lead the Fight Against Plastic Pollution (амер. англ.). FrontPageAfrica (26 июня 2023). Дата обращения: 26 июня 2023. Архивировано 26 июня 2023 года.
64. ↑  Vóc dáng đồng hồ cát của người đẹp Malaysia sang Việt Nam thi hoa hậu (вьет.). Tiền Phong (10 сентября 2023). Дата обращения: 21 сентября 2023.
65. ↑  Daniela Landin Miss Earth 2023 en México cautivada de Calderitas (исп.). quadratin.com.mx (4 июля 2023). Дата обращения: 6 июля 2023. Архивировано 6 июля 2023 года.
66. ↑  de Klerk, Eveline. Jameela Uiras is Miss Namibia 2023… Oriana Ribeiro crowned Miss Teen 2023. New Era (Namibia) (10 июля 2023). Дата обращения: 12 июля 2023. Архивировано 12 июля 2023 года.
67. ↑  Srichchha Pradhan crowned Miss Nepal 2023. The Kathmandu Post (28 мая 2023). Дата обращения: 19 июня 2023. Архивировано 19 июня 2023 года.
68. ↑  Swennenhuis, Kim. Trots! Enschedese Noa wint titel Miss Beauty of the Netherlands: 'Dit is een droom die uitkomt' (нидерл.). indebuurt.nl (3 июля 2023). Дата обращения: 6 июля 2023. Архивировано 4 июля 2023 года.
69. ↑  Caitlyn Dulcie crowned Miss Earth New Zealand 2023 (амер. англ.). omny.fm (7 июня 2023). Дата обращения: 8 июня 2023. Архивировано 19 июня 2023 года.
70. ↑  MISS EARTH NIGERIA 2023 IS [SHELLY] USMAN UGOMA (амер. англ.). oreime.com (21 июня 2023). Дата обращения: 7 июля 2023.
71. ↑  Erediano, Emmanuel T. NMC graduate is Miss Northern Marianas Earth 2023 (англ.). Marianas Variety (2 октября 2023). Дата обращения: 6 октября 2023. Архивировано 6 октября 2023 года.
72. ↑  Rifai, Muhammad Ayub. 7 Pesona Emilie Svendby Miss Earth Norwegia 2023, Super Stunning! (индон.). IDN Times (19 августа 2023). Дата обращения: 26 сентября 2023. Архивировано 26 сентября 2023 года.
73. ↑  Dr Kapotaqkhy to represent Pakistan at Miss World Tourism 2023 (англ.). The News International (19 июля 2023). Дата обращения: 21 июля 2023. Архивировано 21 июля 2023 года.
74. ↑  Miss Universo Paraguay 2023: Elicena Andrada Orrego se quedó con la corona (исп.). abc.com.py (26 июня 2023). Дата обращения: 27 июня 2023. Архивировано 27 июня 2023 года.
75. ↑  Coronan a Nancy Salazar como Miss Tierra Perú 2023 (исп.). Government of Peru. Дата обращения: 3 мая 2023. Архивировано 2 мая 2023 года.
76. ↑  Who is Yllana Marie Aduana, Miss Philippines Earth 2023? Rappler (1 мая 2023). Дата обращения: 5 мая 2023. Архивировано 11 мая 2023 года.
77. ↑  Ewa Jakubiec, the curreny Miss Polonia, will represent Poland at this year's edition of MissEarth. (англ.). facebook (13 октября 2023). Дата обращения: 13 октября 2023.
78. ↑  Alentejana Carlota Lobo é a nova Miss Queen Portugal! (порт.). radiocampanario.com (6 ноября 2022). Дата обращения: 29 апреля 2023. Архивировано 29 января 2023 года.
79. ↑  De Caguas la nueva Miss Earth Puerto Rico (исп.). El Vocero (30 января 2023). Дата обращения: 30 января 2023. Архивировано 31 января 2023 года.
80. ↑  Saintomer, Mathieu. Miss Earth 2023 : Shanel Malouda couronnée ! (фр.). Linfo.re (15 октября 2023). Дата обращения: 17 октября 2023. Архивировано 27 октября 2023 года.
81. ↑  «Краса России ‑2022» Даръя Луконъкина Поделиласъ Впечатлениями От Победы На Конкурсе. Pravda-NN (27 октября 2022). Дата обращения: 2 ноября 2022. Архивировано 20 ноября 2022 года.
82. ↑  Andjela Vanevski is Miss Earth Serbia 2023. Instagram (11 октября 2023). Дата обращения: 13 октября 2023.
83. ↑  Nova Miss Earth Slovenije 2023 je Monika Čavlović. 24UR (26 сентября 2023). Дата обращения: 6 октября 2023. Архивировано 28 сентября 2023 года.
84. ↑  Engelbrecht, Leandra. Former Miss Supranational SA Belindé Schreuder to represent the country at Miss Earth 2023 (амер. англ.). News24 (7 октября 2023). Дата обращения: 16 октября 2023. Архивировано 18 октября 2023 года.
85. ↑  Herlina, Ratna. 9 Potret Edurne Fernández Miss Earth Spanyol 2023, Bikin Terpana! (индон.). IDN Times (29 июля 2023). Дата обращения: 5 августа 2023. Архивировано 5 августа 2023 года.
86. ↑  บรรยากาศ "รอบตัดสิน" Miss Earth Thailand 2023 (тайск.). PPTV (1 сентября 2023). Дата обращения: 9 сентября 2023. Архивировано 3 ноября 2023 года.
87. ↑  Presenting the Miss Earth Trinidad and Tobago 2023 Shalyma Boisselle (англ.). facebook (14 октября 2023). Дата обращения: 14 октября 2023.
88. ↑  Rifai, Muhammad Ayub. Inilah Hasil Lengkap Final Miss Ukraina 2023, Pesonanya Bak Dewi! (индон.). IDN Times (30 сентября 2023). Дата обращения: 6 октября 2023. Архивировано 20 октября 2023 года.
89. ↑  Powell, Curadhan. For first time ever, 2 Kentuckians win 2023's Miss Earth USA titles together (амер. англ.). WLKY (10 января 2023). Дата обращения: 18 января 2023. Архивировано 18 апреля 2023 года.
90. ↑  Miss USVI to Compete at International Miss Earth 2023 Pageant (англ.). stthomassource.com (19 сентября 2022). Дата обращения: 19 сентября 2022. Архивировано 28 сентября 2023 года.
91. ↑  Jhosskaren Smiller Carrizo representará a Venezuela en el Miss Earth 2023 en Vietnam (исп.). Globovisión (18 октября 2023). Дата обращения: 18 октября 2023. Архивировано 30 октября 2023 года.
92. ↑  Đỗ Thị Lan Anh đăng quang Hoa hậu Trái Đất Việt Nam 2023 (вьет.). Tiền Phong (14 октября 2023). Дата обращения: 15 октября 2023. Архивировано 24 октября 2023 года.
93. ↑  Nhan sắc vận động viên bơi lội sang Việt Nam thi Hoa hậu Trái Đất (вьет.). Báo điện tử Tiền Phong (18 октября 2023). Дата обращения: 19 октября 2023.